# Massônas
Massônas (en grec ancien : Μασσωνας) est un chef berbère du vie siècle qui joue un rôle important dans les guerres de l'Empire byzantin contre les tribus berbères en Numidie. Il est parfois identifié au roi Masuna par les historiens modernes.

## Biographie
Massônas est le fils et le beau-frère, respectivement, des chefs Méphanias et Iaudas. À la suite de l'assassinat par trahison de son père par Iaudas, Il s'adresse, avec un autre chef berbère, Orthaïas, au général byzantin Solomon et le presse d'attaquer son rival dans l'Aurès, base de son pouvoir. 
En 535, l'armée byzantine, commandée par Salomon et guidée par Massônas et Orthaïas, commence sa campagne. Solomon distribue de grandes sommes d'argent à ses alliés berbères et avance prudemment dans l'Aurès, Au septième jour, il fait face à Iaudas, les deux armées s'observent trois jours durant et celui ci disparait. L'armée byzantine manquant de vivre, et commençant à se méfier de la loyauté des Berbères, Solomon choisit de mettre fin à la campagne et prend retraite dans les plaines, où il construit un camp retranché. Massônas disparait des chroniques byzantines après cette campagne. 

## Référencement